# Moschea di Koca Mustafa Pascià
La moschea di Koca Mustafa Pascià (in turco Koca Mustafa Paşa Camii, chiamata anche Sünbül Efendi Camii) è una ex chiesa cristiano-ortodossa, convertita in moschea dagli Ottomani, situata a Istanbul, in Turchia.
La chiesa, come l'attiguo monastero, era dedicata al martire sant'Andrea da Creta, ed era chiamata Sant'Andrea in Krisei (it. "presso il Giudizio") (in greco bizantino: Μονὴ τοῦ Ἁγίου Ἀνδρέου ἐν τῇ Κρίσε, pron. /moˈni tu aˈɣiu anˈðrɛu en ti ˈkrisi/). Anche se fortemente trasformata sia durante l'epoca bizantina che in quella ottomana, è una tra le poche chiese ancora esistenti a Istanbul la cui fondazione risalga al VI secolo.

## Ubicazione
L'edificio è situato a Istanbul, nel distretto di Fatih, nel quartiere di Kocamustafapaşa (storicamente Samatya, all'inizio dell'età repubblicana esso prese il nome attuale dalla moschea), lungo Koca Mustafa Paşa Caddesi. Esso si trova all'interno della città murata,  non lontano dalla chiesa di San Giovanni di Studion, sulle pendici della settima collina di Costantinopoli, vicino al mar di Marmara.

## Storia

### Periodo bizantino

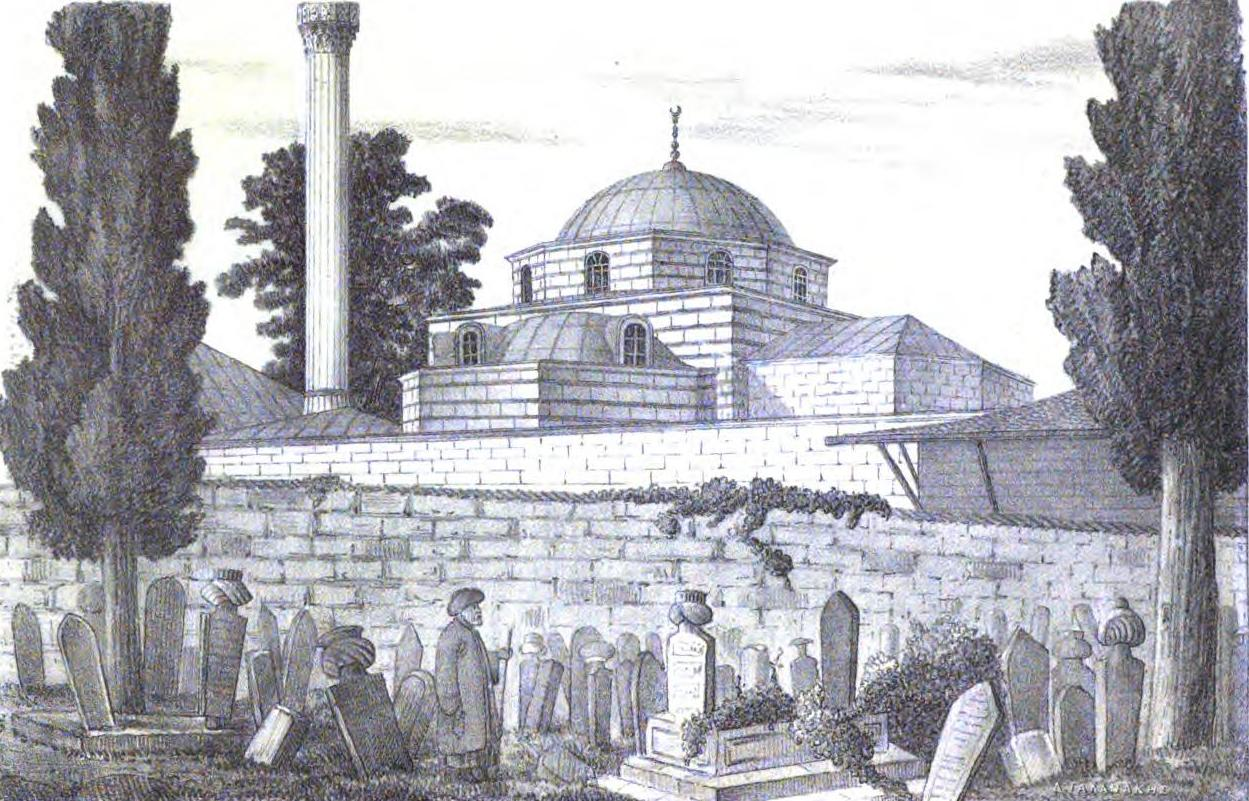
La moschea nel 1877

All'inizio del V secolo, la principessa Arcadia, sorella dell'imperatore Teodosio II (r. 408-450), ordinò la costruzione, vicino alla Porta di Saturnino, di un monastero dedicato a Sant'Andrea Apostolo.  L'edificio, chiamato anche Rodophylion (in greco: Ροδοφύλιον) si trovava a circa 600 m. ad ovest della porta. Il monastero venne poi trasformato in un convento di suore, menzionato per la prima volta nel 792. Il monastero di Sant'Andrea era conosciuto con l'appellativo di "presso il Giudizio", dal luogo in cui si trovava, chiamato "il Giudizio" (ή Κρίσις, pr. "i Krisis"). Sant'Andrea da Creta, un martire della lotta contro l'iconoclastia bizantina, ucciso il 20 novembre 766 presso il Forum Bovis a causa della sua opposizione alla politica iconoclasta dell'imperatore Costantino V (r. 741-775), venne sepolto qui.
A causa della sua popolarità dopo il trionfo finale dell'Ortodossia, la dedica della chiesa passò da Sant'Andrea Apostolo a lui. Durante la seconda metà del IX secolo, l'Imperatore Basilio I (r. 867-886) ricostruì interamente la chiesa, che forse era stata danneggiata durante le lotte iconoclastiche.
Intorno al 1284, la principessa Teodora Rauliana, nipote di Michele VIII Paleologo (r. 1259-1282) e moglie del protovestiarios Giovanni Raulo Petralife, ricostruì il monastero e la chiesa, tanto da meritare l'appellativo di ktētorissa ("fondatrice"). Essa trascorse gli ultimi quindici anni della sua vita nel monastero, e fu sepolta qui. Trascurata durante l'occupazione latina di Costantinopoli, due pellegrini russi in visita a Costantinopoli rispettivamente nel 1350 e fra il 1425 e il 1450 ricordano la chiesa, affermando che sant'Andrea vi veniva venerato da molti malati. All'inizio del XV secolo la zona circostante il monastero era coperta di vigneti, circostanza che conferma il declino della città in quel periodo.

### Periodo ottomano

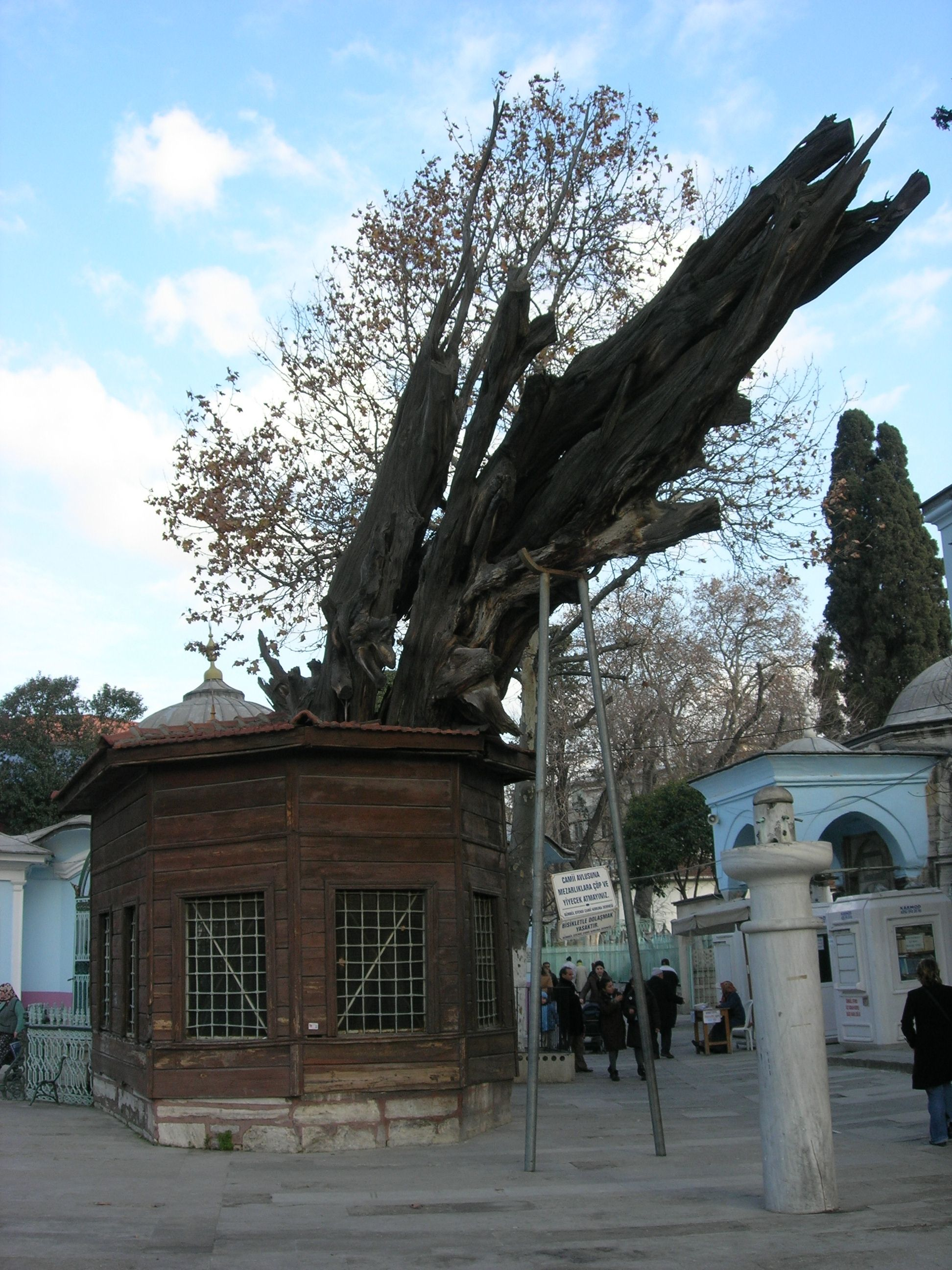
Il cipresso dove è ancora appesa la catena usata come rivelatore di bugie (adesso nascosta dall'edificio in legno). La moschea si trova a destra, mentre in primo piano c'è una fontana a forma di colonna. Dietro l'albero è visibile la cupola di una delle türbe di Sünbül Efendi.

Dopo la conquista ottomana di Costantinopoli il monastero, conosciuto dai Turchi come Kızlar Kilisesi (sign. "chiesa delle donne"), continuò ad essere abitato per un po'. Tra il 1486 e il 1491 il Kapicibaşı (ed in seguito gran visir) Koca Mustafa Pascià, giustiziato nel 1512, trasformò la chiesa in una moschea. Alcuni anni più tardi, l'edificio del monastero fu trasformato da suo genero Seih Çelebi Efendi in una Tekke per i dervisci dell'ordine degli Halveti. Essi erano diretti in quel periodo dal maestro Sufi Sünbül Efendi. La sua türbe, una destinazione popolare per i pellegrini musulmani, si trova vicino alla moschea, la quale porta da allora anche il suo nome. Agli inizi del XVI secolo ci furono litigi tra il sultano Selim I e Seih Çelebi, dal momento che il sultano voleva abbattere parte del monastero per utilizzare i materiali nella costruzione del palazzo di Topkapı. Quest'ultimo morì nel 1559 e sia lui che sua moglie Safiye Hatun furono sepolti in una türbe nel cortile della moschea, vicino alla türbe di Mustafa Pascià. Alcuni sceicchi Halveti furono sepolti nel cimitero dietro la moschea.
In questo periodo nacque anche la tradizione relativa a una catena appesa ad un albero di cipresso del cortile. Il cipresso è morto da molto tempo, ma si trova ancora - insieme con la catena - all'interno di un piccolo edificio circolare nel cortile della moschea. La catena veniva fatta oscillare tra due persone che affermavano dichiarazioni contraddittorie, e si diceva che la catena avrebbe colpito quello che stava dicendo la verità. Si tratta di uno tra i molti racconti popolari sopravvissuti riguardanti la moschea (come quello sulle Sultanlar Cifte, "le gemelle Sultane"), tutti con radici bizantine. Essi testimoniano l'unione tra le culture popolari e le credenze greche ed ottomane.
All'inizio del XVII secolo, il defterdar (ministro del Tesoro) Ekmekçizade Ahmet Paşa († 1618) fece costruire una madrasa, i cancelli del complesso, un zaviyeh e un mekteb (scuola). Circa un secolo dopo l'Hekimbaşı (medico capo del sultano) Giridli Nuh Efendi († 1707) chiuse la tekke ed ampliò la madrasa, mentre nel 1737 Kızlar Ağası ("il padrone delle ragazze", l'eunuco nero capo dell'harem del sultano) Hacı Besir Ağa eresse nel cortile una fontana a forma di colonna.  Il terremoto del 1766 distrusse la cupola dell'edificio: la stessa venne ricostruita nel 1768. Nel corso del XIX secolo, il sultano Mahmud II (r. 1808-1839) ricostruì il portico. Nel 1847-1848, il suo successore Abdülmecid I (r. 1839-1861) fece ricostruire il muro che circonda il complesso. Alcuni anni più tardi due fontane vennero erette nel cortile della moschea. Infine, nel 1953, l'edificio venne nuovamente restaurato.
La tradizione di illuminare i minareti delle moschee alla vigilia della ricorrenza della nascita del profeta Maometto (Mawlid al-Nabi) nacque nella moschea Koca Mustafa.

## Architettura

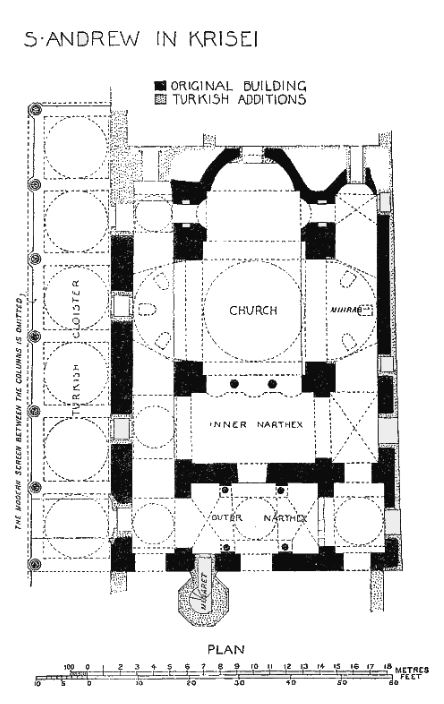
Pianta della moschea, secondo Van Millingen, Byzantine Churches of Constantinople (1912)

L'edificio era in origine del tipo a deambulatorio, ed è orientato in direzione est-nordest - ovest-sudovest. Ha una cupola centrale e tre absidi poste lungo il lato est. Un esonartece ed un endonartece sono posti nel lato ovest. Sugli altri tre lati la cupola era originariamente circondata da arcate sormontate da volte a botte. Durante il periodo ottomano l'edificio ha subito modifiche importanti. L'ingresso si trova sul lato nord, dove gli ottomani costruirono una galleria coperta da cinque cupole. Dopo il terremoto del 1766, la cupola centrale venne ricostruita. Essa è circolare all'interno, ed ottagonale all'esterno, e poggia su di un alto tamburo forato da otto finestre.
Durante il periodo ottomano a nord ed sud della cupola principale furono aggiunte due mezze cupole. Anch'esse sono traforate da tre grandi finestre, che dal di fuori sembrano abbaini.
Tutte le cupole poggiano su archi. L'arco orientale il quale sostiene la cupola principale si prolunga in un bema coperto da volta a botte, fiancheggiato da nicchie che in origine portavano alla prothesis ed al diaconicon. Soltanto il diaconicon, coperto con una volta a crociera, sopravvive. L'arco occidentale che sostiene la cupola ha al di sotto una tripla arcata che poggia su due colonne di marmo sormontate da capitelli cubici.
Il nartece interno è diviso in tre campate. Quella a nord è coperta da una cupola ottomana. Quella centrale è sormontata da una volta a botte, mentre quella sud è sormontata da una volta a crociera ogivale. Le ultime due sono bizantine.
Il nartece esterno è diviso in cinque campate, le tre centrali corrispondenti a quelle del nartece interno. La campata centrale è coperta da una cupola centrale a scodella poggiante su pennacchi. Essa è separata dalle due campate intermedie da colonne addossate a lesene. Queste due campate sono coperte con volte a crociera poggiate su capitelli ionici, che assomigliano a quelli in uso nella chiesa dei Santi Sergio e Bacco. Le due campate esterne sono sormontate da cupole centrali a scodella e sono separate dalle altre campate da pilastri aggettanti.
L'esterno è chiaramente ottomano. Esso è realizzato con pietra finemente lavorata e lucidata, senza maioliche, ed ha una cornice in pietra modanata. Sopra il tamburo delle mezze cupole c'è anche una cornice in pietra modanata. La base quadrata del tamburo e la cupola sono rivestite da file singole di pietra lucida alternate con triplici file di mattoni immersi in uno spesso letto di malta. Anche la cupola è coronata con una cornice in pietra modanata. La copertura del tetto è di piombo.
Il monastero bizantino è scomparso completamente, ad eccezione di una cisterna sotterranea che si trova a sudest della moschea.  Una bella porta con cornice bizantina scolpita, forse del VI secolo, già appartenente alla medrese, è stata portata ai Musei archeologici di Istanbul.
Nonostante la sua importanza architettonica, l'edificio non è sinora stato oggetto di uno studio sistematico.